# Kurt Cobain: About a Son
Kurt Cobain: About a Son je dokumentární film popisující života Kurta Cobaina jeho vlastními slovy. Je postaven na audio záznamu z rozhovorů, které poskytl Cobain Michaelu Azerradovi pro knihu Nirvana: Come as You Are. Vyprávění je doprovázeno fotografiemi a videozáznamy z míst, kde Cobain žil.